# 이석규 (야구 선수)
이석규(李石奎, 1957년 2월 13일 ~ )는 전 KBO 리그 롯데 자이언츠의 선수이다.

## 출신학교
- 마산상업고등학교
- 동아대학교